# Росиглитазон
Росиглитазон — лекарственное средство, гипогликемический препарат из группы тиазолидиндионов, повышает чувствительность тканей к инсулину, применяется при сахарном диабете второго типа. Другой зарегистрированный в России препарат этого класса — пиоглитазон.
Росиглитазон разработан фармацевтической компанией GlaxoSmithKline (GSK) как самостоятельный препарат или для использования в комбинации с метформином или с глимепиридом. Запатентован в 1987 году, срок действия патента истек в 2012 году.
Ряд исследований показывает повышенный риск сердечно-сосудистых событий при приёме росиглитазона, однако компания, производящая препарат, длительное время скрывала эти данные.
Продажа росиглитазона прекращена в Великобритании, Испании и Индии в 2010 году, в Новой Зеландии и Южной Африке в 2011 году.

## История
Росиглитазон был запатентован в 1987 году и одобрен FDA США для медицинского применения в 1999 году, а EMA — в 2000 году. EMA, однако, потребовало два постмаркетинговых исследования долгосрочных побочных эффектов, одно для хронической сердечной недостаточности, а другое для сердечно-сосудистых эффектов. Препарат был одобрен для контроля гликемии у людей с диабетом 2 типа, что измерялось по гликозилированному гемоглобину A1c (HbA1c) в качестве суррогатной конечной точки, сходной с таковой других пероральных противодиабетических препаратов. Спор о побочных эффектах резко сократил использование росиглитазона.
Несмотря на эффективность росиглитазона в снижении уровня сахара в крови при сахарном диабете 2 типа, его применение резко сократилось, поскольку исследования показали очевидную связь с повышенным риском сердечных приступов и смерти. Неблагоприятные эффекты, которые, как утверждается, были вызваны росиглитазоном, были предметом более 13 000 судебных процессов против GSK; по состоянию на июль 2010 года GSK согласился урегулировать более 11 500 таких исков.
Некоторые рецензенты рекомендовали, чтобы росиглитазон был снят с рынка, но комиссия FDA не согласилась, и он остается доступным в США. С ноября 2011 года по ноябрь 2013 года федеральное правительство не разрешало продажу Avandia без рецепта сертифицированного врача; Кроме того, пациенты должны были быть проинформированы о рисках, связанных с его использованием, и препарат должен был быть приобретен по почте через указанные аптеки. В 2013 году FDA сняло свои прежние ограничения на розиглитазон после пересмотра результатов исследования 2009 года, которое не продемонстрировало повышенный риск сердечного приступа.
В 2009 году консенсусная группа диабетических ассоциаций Европы и США единогласно высказалась против применения росиглитазона.
В сентябре 2010 года Европейское агентство по лекарственным средствам (EMA) рекомендовало в приостановить действие препарата, поскольку стало очевидным, что его терапевтическая польза не превышает риски. Он был снят с рынка в Великобритании, Испании и Индии в 2010 году, а также в Новой Зеландии и Южной Африке в 2011 году.
После начала продаж в 1999 году их годовой объём достиг максимума в 2006 году — приблизительно $2,5 млрд. Однако после публикации 2007 года, связавшей использование препарата с повышенным риском сердечного приступа, продажи снизились и в 2012 году составили $9,5 млн.

## Фармакологические свойства

### Фармакокинетика
Росиглитазон принимается перорально и практически полностью всасывается в кишечнике (99,8% препарата обнаруживается связанным с белками плазмы крови).

### Фармакодинамика
Как и другие тиазолидиндионы, росиглитазон, попадая в клетку, взаимодействует с рецепторами PPARγ и изменяет экспрессию генов.
PPARγ экспрессируется главным образом в жировой ткани, где он регулирует гены, участвующие в дифференцировке жировых клеток (адипоцитов), поглощении и хранении жирных кислот и поглощении глюкозы. Он также обнаружен в бета-клетках поджелудочной железы, эндотелии сосудов и макрофагах.
Метаболизируется с цитохромом P450 изоформы 2C8 и выводится с мочой.

### Механизм действия
Основной механизм действия росиглитазона — повышение чувствительности тканей к инсулину.
Являясь селективным агонистом рецепторов PPAR-гамма клеточного ядра, росиглитазон связывается с PPARγ в жировых клетках и повышает их чувствительность к инсулину. Устраняя таким образом инсулинорезистентность, росиглитазон, как и другие препараты класса тиазолидиндионов, усиливает физиологическое действие эндогенного инсулина. В результате концентрация инсулина в крови снижается.
Препараты группы тиазолидиндионов, к которой относится росиглитазон, обладают, как утверждается в некоторых источниках, умеренным антигипертензивным действием, стабилизируют профиль липидов в сыворотке крови. Также отмечается, что росиглитазон участвует в регуляции эндокринной функции жировой ткани, ослабляя факторы развития сосудистых осложнений диабета. Однако в листке-вкладыше к росиглизатону, выпускаемому в США, указано, что он повышает уровень холестерина липопротеинов низкой плотности на 19% и вследствие этого оказывает вредное воздействие на сердце. По данным исследований, росиглитазон вызывает больше тромботических сердечно-сосудистых событий, чем плацебо или фармакологически активные вещества, с которыми он сравнивался в клинических испытаниях.

## Эффективность и безопасность
По данным на 2009 год росиглитазон имеет доказанную эффективность и серьёзные противопоказания. Препарат должен применяться для лечения только тех пациентов, которым он показан, и с учётом известных рисков.
Росиглитазон увеличивает риск инфаркта миокарда и риск смерти по сердечно-сосудистым причинам, а больные диабетом второго типа и без того имеют повышенный риск сердечно-сосудистых заболеваний, из-за чего он не должен применться у больных с сердечной недостаточностью. При этом общий риск смерти при терапии росиглитазоном соответствует среднему по популяции.

### Клинические исследования
Опубликованные к 2007 году исследования не предоставили доказательств эффективности росиглитазона по улучшению качества жизни пациентов. В них не обнаружено положительное влияние на результаты, ориентированные на пациента — смертность, заболеваемость, побочные эффекты, затраты, связанные со здоровьем, и качество жизни.
К 2009 году были опубликованы результаты трех долгосрочных рандомизированных исследований — ADOPT (A diabetes outcome progression trial), DREAM (Diabetes reduction assessment with ramipril and rosiglitazone medication) и  RECORD,  представляющих данные об эффективности, безопасности, риске развития сердечно-сосудистых заболеваний и о риске вызванных ими летальных исходов при лечении росиглитазоном.
Исследование DREAM, использовавшее для контроля данные исследования UKPDS (United Kingdom Prospective Diabetes Study, проведено до появления тиазолидиндионов и, в частности, росиглитазона), показало лучшую эффективность росиглитазона в сравнении с метформином и глибенкламидом, частота сердечно-сосудистых осложнений была близка у всех трёх препаратов.
DREAM, самое крупное исследование по профилактике диабета к 2009 году, показало эффективность росиглитазона для снижения риска гипергликемии, при этом у принимавших росиглитазон наблюдался повышенный риск сердечной недостаточности по сравнению с принимавшими плацебо (риск развития сердечной недостаточности указан в инструкции к препарату). При этом число смертей было практически одинаковым во всех группах.
В 2009 году были представлены результаты исследования RECORD (Rosiglitazone evaluated for cardiac outcomes and regulation of glycaemia in diabetes). Оно показало меньшую летальность в сумме по всем причинам у пациентов, принимавшей росиглитазон. В частности, у них была меньше частота онкологических заболеваний, инфарктов миокарда, инсультов, но были повышены частота случаев сердечной недостаточности и частота переломов костей, что соответствует побочным эффектам, описанным в инструкции по медицинскому применению препарата.

### Сердечные приступы
Больные диабетом второго типа имеют повышенный риск сердечно-сосудистых заболеваний. Ишемическая болезнь сердца у них развивается в 2−3 раза, а сердечная недостаточность — в 3−4 раза чаще, чем в среднем по популяции. Поэтому в современном подходе к лечению сахарного диабета 2 типа предусмотрено снижение риска сердечно-сосудистых заболеваний. Согласно метаанализу, выполненному Nissen S. E. и Wolski K. в 2007 году, росиглитазон этому условию не удовлетворяет: относительный риск инфаркта миокарда у пациентов, принимавших росиглитазон, увеличен в полтора раза — 86 из 14 тыс. пациентов и 72 из 11 тыс. соответственно. У росиглитазона увеличен и относительный риск смерти по сердечно-сосудистым причинам. При этом авторы указывали на неоднозначность результатов из-за неоднородной выборки и малого периода наблюдений. Авторы других обзоров о такой связи не сообщали, смертность и число событий сердечной недостаточности в них не отличались от терапии другими пероральными сахароснижающими препаратами. В результате требовалась дополнительная проверка описанных рисков.
Исследование RECORD (2009 г., метформин и сульфонилмочевина с росиглитазоном и без него) показало, что при терапии с росиглитазоном были одинаковыми частота госпитализаций по сердечно-сосудистым причинам и частота смертей по сердечно-сосудистым причинам. Среди принимавших росиглитазон была выше частота случаев сердечной недостаточности, как и указано в инструкции к препарату, однако общее число сердечно-сосудистых заболеваний у них было ниже. Таким образом, росиглитазон имеет серьёзные ограничения в применимости: он строго противопоказан больным с сердечной недостаточностью.
Результаты исследования RECORD подвергаются критике: как обнаружилось при независимом анализе его данных, риск сердечно-сосудистых осложнений при публикации результатов исследования был занижен в четыре раза благодаря тому, что было исключено много случаев сердечно-сосудистых событий. Отмечалось также, что исследование RECORD было недостаточно слепым: спонсоры имели доступ к данным и знали, кто из пациентов получал какой препарат; руководствуясь этим, они осуществляли предвзятый отбор «неоднозначных случаев» для рассмотрения независимым комитетом, что могло приводить к смещению результатов исследования.

### Переломы костей
GlaxoSmithKline сообщила о большей частоте переломов плеч, рук и ног у женщин-диабетиков, получавших росиглитазон, по сравнению с метформином или глибуридом. Информация была основана на данных исследования ADOPT. Такое же увеличение было обнаружено с пиоглитазоном (Actos), другим тиазолидиндионом.
Мета-анализ 10 РКИ с участием 13 715 пациентов, включая пациентов, получавших росиглитазон и пиоглитазон, показал общий риск перелома на 45% при использовании тиазолидона по сравнению с плацебо или активным компаратором. Это удвоило риск переломов среди женщин с диабетом 2 типа, без значительного увеличения риска переломов среди мужчин с диабетом 2 типа.
В исследовании RECORD (2009 г.) был подтверждён повышенный риск переломов при приёме росиглитазона, указанный в инструкции к препарату.

## Применение

### Показания
Росиглитазон показан к применению при диабете 2 типа самостоятельно или в сочетании с метформином или сульфонилмочевиной для контроля уровня сахара в крови.
По сравнению с одним росиглитазоном, комбинация росиглитазона с метформином даёт лучший эффект в контроле гликемии (уровня сахара в крови), особенно у пациентов с ожирением.

### Противопоказания
На 2000 год противопоказанием был повышенный в 2,5 раза и более уровень аланинаминотрансферазы.
На 2009 год среди противопоказаний имеются сердечная недостаточность, сахарный диабет первого типа, острый коронарный синдром, нарушения функций печени.
Применение росиглитазонав в сочетании с инсулином противопоказано.

### Побочные эффекты
У 5% пациентов или более проявляются сильные побочные эффекты, включая инфекции верхних дыхательных путей и головную боль. Также встречается отёк, увеличение массы тела, увеличение концентрации холестерина низкой плотности — по данным применения препарата на 2000 г.
Имеются серьёзные побочные эффекты, в том числе повышенный риск сердечной недостаточности и повышенный риск переломов костей.

### Сердечная недостаточность
Одной из проблем безопасности, выявленных до утверждения, было удержание жидкости. Кроме того, комбинация росиглитазона с инсулином приводила к более высокой частоте застойной сердечной недостаточности. В Европе были противопоказания к применению при сердечной недостаточности и комбинации с инсулином.
Мета-анализ всех исследований 2010 года подтвердил более высокий риск сердечной недостаточности и двойной риск, когда росиглитазон назначался в качестве дополнительной терапии к инсулину. Два метаанализа реальных когортных исследований выявили более высокий риск сердечной недостаточности по сравнению с пиоглитазоном. Было 649 избыточных случаев сердечной недостаточности на каждые 100 000 пациентов, которые получали росиглитазон, а не пиоглитазон.

### Повреждение глаз
Предполагается, что росиглитазон и пиоглитазон вызывают отек желтого пятна, который повреждает сетчатку глаза и вызывает частичную слепоту. Слепота также является возможным эффектом диабета, который розиглитазон предназначен для лечения. Один отчет задокументировал несколько случаев и рекомендовал прекратить лечение при первых признаках проблем со зрением. Ретроспективное когортное исследование показало связь между использованием тиазолидиндионов и частотой диабетического макулярного отека (ДМЭ). Оба приема были связаны с повышенным риском в 2,3 года через 1 год и через 10 лет, увеличившись до 3, если связаны с инсулином.

### Гепатотоксичность
Острый гепатит умеренной или тяжелой степени отмечался у нескольких взрослых, которые принимали препарат в рекомендуемой дозе в течение двух-четырех недель. Концентрации розиглитазона в плазме могут быть повышены у людей с имеющимися проблемами печени.

### Противопоказания
В Европе росиглитазон был противопоказан при сердечной недостаточности или в анамнезе сердечной недостаточности для всех стадий NYHA, для комбинированного применения с инсулином и для острого коронарного синдрома. Европейское агентство по лекарственным средствам рекомендовало 23 сентября 2010 года отстранить Avandia от европейского рынка.

## Культура и общество

### Судебные тяжбы
По словам аналитиков из UBS, к марту 2010 года было подано 13 000 исков. Среди тех, кто подал в суд: округ Санта-Клара, штат Калифорния, который утверждает, что потратил 2 миллиона долларов на розиглитазон в период с 1999 по 2007 год в своей государственной больнице и просит "тройной ущерб". В мае 2010 года GlaxoSmithKline (GSK) достигла соглашения об урегулировании некоторых дел против компании, согласившись заплатить 60 миллионов долларов США для урегулирования 700 исков. В июле 2010 года GSK достигла соглашения об урегулировании, чтобы закрыть еще 10 000 исков против него, согласившись заплатить около 460 миллионов долларов США для урегулирования этих исков.
В 2012 году министерство юстиции США объявило, что GlaxoSmithKline согласился признать себя виновным и выплатить штраф в размере 3 млрд. Долл. США, частично за то, что он скрыл результаты двух исследований по безопасности сердечно-сосудистых заболеваний Avandia в период с 2001 по 2007 год. Урегулирование основано на исках, поданных четырьмя сотрудниками. GlaxoSmithKline, включая бывшего старшего менеджера по маркетинговому развитию компании и регионального вице-президента, который информировал правительство о ряде неправомерных практик с конца 1990-х до середины 2000-х годов.

### Расследования Соединенных Штатов
GlaxoSmithKline расследовалась FDA и Конгрессом США в отношении Avandia.
Сенаторы-демократы Макс Баукс и республиканец Чарльз Грассли подали отчет, призывающий GSK вывести Avandia в 2008 году из-за побочных эффектов. В отчете отмечалось, что препарат вызывал 500 сердечных приступов, которых можно было избежать, и чиновники Glaxo пытались запугать врачей, которые критиковали этот препарат. Он также сказал, что GSK продолжал продавать и продвигать препарат, несмотря на знание повышенного риска сердечных приступов и инсульта.
Финансовый комитет Сената в ходе группового расследования выявил электронные письма от должностных лиц компании GSK, которые предполагают, что компания преуменьшает научные выводы о рисках безопасности, относящихся к 2000 году. Комитет также утверждал, что компания инициировала «кампанию по написанию призраков», в результате чего GSK искали сторонние компании, чтобы написать положительные статьи об Авандии для публикации в медицинских журналах. GSK защитил себя, представив данные о том, что его собственные тесты показали, что Avandia безопасна, хотя отчет персонала FDA показал, что выводы были ошибочными.
14 июля 2010 года, после двух дней интенсивных обсуждений, комиссия FDA, расследующая деятельность Avandia, пришла к смешанному голосованию. Двенадцать членов комиссии проголосовали за то, чтобы снять препарат с рынка, 17 рекомендовали оставить его включенным, но с более пересмотренной предупредительной надписью, а трое проголосовали за то, чтобы оставить его на рынке с нынешней предупредительной надписью. Тем не менее, группа пришла к некоторому противоречию; 20 июля 2010 года один из участников дискуссии был оплачен докладчиком GlaxoSmithKline, что вызвало вопросы о конфликте интересов. Этот член комиссии был одним из трех, кто проголосовал за то, чтобы сохранить Avandia на рынке без дополнительных предупреждающих надписей.
В 2011 году FDA приняло решение о пересмотре своей информации о назначении лекарств и руководств по лекарственным средствам для всех препаратов, содержащих розилитазон. Марка США для розиглитазона (Avandia, GlaxoSmithKline) и всех препаратов, содержащих росиглитазон (Avandamet и Avandaryl), теперь включает дополнительную информацию по безопасности и ограничения. Пересмотренные ярлыки ограничивают использование пациентами, уже принимающими лекарство, содержащее росиглитазон, или новыми пациентами, которые не могут достичь адекватного гликемического контроля над другими лекарствами от диабета, и теми, кто после консультации со своим врачом решил не принимать Актос (пиоглитазон)  или другие пиоглитазон-содержащие лекарства по медицинским показаниям.
В июне 2013 г. Консультативный комитет FDA рассмотрел все имеющиеся данные, в том числе пересмотренное исследование RECORD, не обнаружил признаков увеличения риска сердечно-сосудистых заболеваний с Avandia и проголосовал за снятие ограничений на маркетинг Avandia в Соединенных Штатах. В ноябре 2013 года FDA США сняло эти маркетинговые ограничения на этот продукт. По указанию FDA, производитель Avandia, GlaxoSmithKline, профинансировал Институт клинических исследований Duke для повторного анализа необработанных данных исследования. На панели 2010 года три участника проголосовали за то, что существующие предупреждения были достаточно хорошими; двое вернулись в 2013 году. Семеро проголосовали за то, чтобы сделать эти предупреждения более обременительными, и пятеро из них вернулись. Но из 10 проголосовавших за ограничение использования Avandia вернулись только четверо. А из 12, проголосовавших в 2010 году, чтобы вывести Avandia с рынка, вернулись только трое.

### Европейские расследования
В 2000 году EMA запросило исследование проблем безопасности сердечно-сосудистой системы, и производители согласились провести постмаркетинговое исследование заболеваемости / смертности от сердечно-сосудистых заболеваний у пациентов, получавших росиглитазон в сочетании с сульфонилмочевиной или метформином: исследование RECORD , Результаты, опубликованные в 2009 году, показали отсутствие неполноценности сердечно-сосудистых событий и сердечно-сосудистой смерти, когда лечение росиглитазоном сравнивали с метформином или сульфонилмочевиной. Для инфаркта миокарда было статистически значимое увеличение риска. В своей оценке европейские регуляторы признали слабые стороны исследования, такие как неожиданно низкий уровень сердечно-сосудистых событий и открытый дизайн, который может привести к непредвзятости отчетности. Они обнаружили, что результаты были неубедительными.  Европейское агентство по лекарственным средствам рекомендовало 23 сентября 2010 года отстранить Avandia от европейского рынка.
Согласно исследованию, проведенному Британским медицинским журналом в сентябре 2010 года, Комиссия Соединенного Королевства по лекарственным средствам для людей рекомендовала Агентству по регулированию лекарственных средств и медицинских товаров еще в июле 2010 года отозвать продажу Avandia, поскольку ее «риски перевешивают ее преимущества». Кроме того, исследование показало, что в 2000 году члены Европейской комиссии, отвечающей за проверку Avandia до ее одобрения, были обеспокоены долгосрочными рисками применения препарата.

### Новая Зеландия
Росиглитазон был снят с рынка Новой Зеландии в апреле 2011 года, потому что Medsafe пришла к выводу, что предполагаемые сердечно-сосудистые риски, связанные с лекарством, для пациентов с диабетом 2 типа перевешивают его преимущества.

### Южная Африка
В уведомлении, выпущенном Советом по контролю над лекарственными средствами Южной Африки 5 июля 2011 года, указывалось, что 3 июля 2011 года было принято решение отозвать все препараты, содержащие росиглитазон, с рынка Южной Африки из-за рисков для безопасности. Он запретил все новые рецепты Avandia.

### Спор и ответ
После сообщений в 2007 году, что Avandia может значительно увеличить риск сердечных приступов, препарат был спорным. В статье 2010 года, опубликованной в газете «Тайм», случай Авандии используется в качестве доказательства нарушенной системы регулирования FDA, которая «может оказаться как преступной, так и смертельной». В нем подробно описываются сбои раскрытия, добавляя: «Отчеты Конгресса показали, что GSK располагал ранними свидетельствами сердечного риска своего препарата и что FDA знало об опасностях за несколько месяцев до того, как оно сообщило общественности». В сообщении говорится, что "FDA расследует вопрос о том, нарушил ли GSK закон, не предоставив полную информацию агентству о рисках для сердца от Avandia", - утверждает заместитель комиссара FDA доктор Джошуа Шарфштайн. GSK угрожает академикам, которые сообщают о неблагоприятных результатах исследований, и получает множество предупреждающих писем от FDA для обманного маркетинга и непредоставления клинических данных. Производитель препарата, GlaxoSmithKline, столкнулся с серьезной негативной реакцией компании на противоречие с наркотиками. Продажи препарата значительно упали после того, как эта история впервые появилась в 2007 году, упав с 2,5 миллиардов долларов в 2006 году до менее 408 миллионов долларов в 2009 году в США.
В ответ на рост риска сердечных приступов правительство Индии приказало GSK приостановить свое исследование под названием TIDE в 2010 году. FDA также остановило исследование TIDE в Соединенных Штатах.

Три группы врачей, Эндокринное общество, Американская ассоциация диабета и Американская ассоциация клинических эндокринологов, призвали пациентов продолжать принимать препарат, так как было бы намного хуже прекратить все лечение, несмотря на связанный с этим риск, но пациенты могли бы проконсультироваться их врачей и начать переход на другой препарат, если они или их врачи сочтут это опасным. Американская ассоциация кардиологов заявила в своем заявлении в июне 2010 года: «... отчеты заслуживают серьезного рассмотрения, и пациенты с диабетом в возрасте 65 лет и старше, получающие росиглитазон, должны обсудить результаты со своим назначающим врачом ... . ". «Для пациентов с диабетом наиболее серьезными последствиями являются сердечные заболевания и инсульт, и риск страдания от них значительно увеличивается при наличии диабета. Как и в большинстве ситуаций, пациентам не следует менять или прекращать прием лекарств без консультации с лечащим врачом».

## Документы
- Реестровая запись ЛСР-001141/10. Росиглитазона малеат. Государственный реестр лекарственных средств. Минздрав РФ (18 февраля 2010).
- Регистрационное удостоверение П N013617/01-2003. Авандия. Государственный реестр лекарственных средств. Минздрав РФ (14 июля 2008).
- Шевенова, У. Б. Инструкция по медицинскому применению лекарственного препарата Авандия / Avandia : П N013617/01-021009 / ЗАО «ГлаксоСмитКляйн Трейдинг». — Министерство здравоохранения Российской Федерации, 2009. — 2 октября. — 14 с.